# Carl Hör
Carl Hör, auch Carl Hoer (* 18. Juli 1801 in Wien; † 26. Februar 1850 ebenda), war ein österreichischer Architekt und Schausteller.

## Leben
Seit den 1830er Jahren war Carl Hör Pächter, Erbauer, Besitzer und Betreiber von Vergnügungsstätten des Biedermeiers samt einer Pferdeeisenbahn dorthin. Die Lust an Schaustellungen und Sensationen jeglicher Art war in der Kaiserstadt fast zur Psychose geworden, konstatierte Alfred Niel dazu 1982. Hör war eine Art Super-Zirkusdirektor, der keine Kosten scheute, um die Wiener mit immer neuen Attraktionen zu überraschen.
Carl Hör beschäftigte sich bis 1838 mit dem Verleih von Beleuchtungselementen und Dekorationen für Ballsäle und andere Vergnügungsstätten in Wien sowie deren Verbesserung. Im am 12. November 1838 erschienenen Inserat zur Niederlegung seiner Firma gab er als Sitz und Wohnadresse Kohlmarkt Nr. 281 (ein Haus mit Blick auf den Graben), erster Stock, an; dort würde er auch Aufträge für Entwürfe und Zeichnungen entgegennehmen. Einem Adressverzeichnis zufolge befand sich seine Illuminations- und Dekorations-(Leih-)Anstalt in der Rauhensteingasse mit der damaligen Hausnummer 937 des Kärnthnerviertls, die sich gegenüber der Einmündung der Ballgasse befand.
Hör war auf Grund seiner umfassenden Kenntnisse auch außerhalb Wiens tätig. Im August 1845 war er von den Mährischen Ständen damit beauftragt, anlässlich der Eröffnung der Eisenbahn nach Prag in Olmütz ein großes Volksfest auszurichten; die Wiener Zeitung vom 1. September 1845 berichtete über diesen Erfolg. Unter Bezugnahme darauf warb er im Herbst 1845 in einem Inserat um weitere einschlägige Aufträge.

## Erfindungen
Im März 1832 erhielt Hör ein Patent für die „Erfindung und Verbesserung einer Eisenfahrbahn, worauf mit einfachen Maschinenwagen, ohne Beihülfe eines Pferdes, mit geringem Kraftaufwande hin- und zurückgefahren werden könne...“ Heute würde man diese Fahrbahn als Bahngleis bezeichnen.
Im September 1834 wurde Hör ein Privileg für die „Erfindung und Verbesserung in den Vorrichtungen aller möglichen Arten von Requisiten, Decorirungs- und Beleuchtungs-Gegenständen“ verliehen.
1836 erhielt er ein Patent „auf die Erfindung und Verbesserung der doppelten und gesohlten Eisenfahrbahnen“.

## Etablissements
1834 kaufte Carl Hör einen wenig florierenden Gastbetrieb jenseits des damals verbauten Stadtgebiets, in der Vorstadt Brigittenau, und machte daraus vorerst ab 1. Juni 1834 das Ländliche Tivoli, dann das „Colosseum“. Hör legte es Ende Juni 1842 still.
Der Coloss war ein Riesenelefant, der aus Holz, Stroh und Papiermaché gebaut wurde und 50 Personen fasste. Im „Colosseum“ spielte unter anderem Joseph Lanner mit seinem Orchester.
1841 / 1842 war Hör Pächter des Hotels und Wirtshauses Zur Goldenen Birn in der Wiener Vorstadt Landstraße (heutige Adresse: Landstraßer Hauptstraße 31). In diesem seit dem 18. Jahrhundert bestehenden Haus verkehrten unter anderem Ludwig van Beethoven, Franz Schubert, Adalbert Stifter und Nikolaus Lenau. Bei den Faschingsveranstaltungen dirigierte Joseph Lanner. Das Haus war Gegenstand von Robert Musils um 1920 entstandener Erzählung Der Vorstadtgasthof in der in Berlin 1924 erschienenen Publikation Vers und Prosa.
1842 / 1843 erfolgte die Planung und Erbauung des neuen Universums durch Carl Hör an einem ebenfalls in der Vorstadt Brigittenau gelegenen Standort an einem Abschnitt der dort noch unausgebauten Taborstraße. Er besaß und betrieb es bis zu seinem im Erlustigungsorte „Universum“ erfolgten Tod. Danach besaß seine Witwe Theresia Hör das Universum bis 1865. 1870 wurde das „Universum“ wegen des Baus des Wiener Nordwestbahnhofs abgerissen. Heute erinnert nur mehr die Universumstraße daran.

Verkaufsinserat für das Inventar der Brigittenauer Eisenbahn in der Wiener Zeitung vom 1. April 1842

## Die Brigittenauer Pferdeeisenbahn
1840 ließ Carl Hör das erste „Massenverkehrsmittel“ Wiens bauen, die Brigittenauer Eisenbahn, eine Pferdeeisenbahn. Sie verkehrte für das Publikum erstmals am 2. Juli 1840 und fuhr auf einer Strecke von ca. 1,8 km vom Donaukanal bei der Altstadt zum Colosseum. Das Pferd wurde jeweils zwischen den beiden Wagen eingespannt, so dass einer der beiden geschoben, der andere gezogen wurde. Die Bahn wurde mit Betriebsende des Colosseums am 29. Juni 1842 eingestellt, das transportable Inventar verkauft. Die Bahn war Vorläuferin der in den 1860er Jahren in Wien aufgekommenen Pferdetramway.